# Jacob de Baerze
Jacob de Baerze (Gent?, ? - ?- na 1399) was een Vlaamse beeldhouwer. Hij is bekend door zijn werk in Bourgondië, Frankrijk, waar hij Jacques de Baerze werd genoemd.

## Leven
De Baerze kwam waarschijnlijk uit Gent en woonde in het ongeveer dertig kilometer verderop gelegen Dendermonde, dat een goede verbinding had met Antwerpen en Brussel.
In Dendermonde vervaardigde in 1384 hij enkele uit hout gesneden altaarstukken voor graaf Lodewijk van Male. Deze later verloren gegane werken waren bestemd voor het kasteel van Dendermonde en de cisterciënzerkapel in Bijloke. Ze trokken de aandacht van Lodewijks schoonzoon Filips de Stoute, hertog van Bourgondië, die soortgelijke altaarstukken bij Baerze bestelde voor het door hem gestichte kartuizerklooster Champmol bij Dijon. Het Retabel van heiligen en martelaren en het Kruisigingsretabel, respectievelijk bestemd voor het kapittelhuis en een altaar in de kloosterkerk, worden nu bewaard in het Museum voor Schone Kunsten in Dijon. In 1391 werden de gebeeldhouwde panelen naar Dijon vervoerd om ze af te werken. Een jaar later gingen ze naar de werkplaats van Melchior Broederlam in Ieper voor het vergulden en polychromeren van het beeldsnijwerk en de beschildering van de buitenzijden. Na goedkeuring door een commissie waarvan ook Claus Sluter deel uitmaakte werden ze uiteindelijk in 1399 geplaatst. 
Na 1399 zijn geen verdere gegevens van hem overgeleverd.

## Stijl
Zowel door het houtsnijwerk als de schilderingen zijn de twee triptieken belangrijke voorbeelden van de internationale gotische stijl. Het Christusbeeld van het Kruisigingsretabel is in de 19e eeuw verwijderd en ten slotte terechtgekomen in het Art Institute of Chicago. Verder is van de Baerze alleen nog een beeldje van Sint-Joris bewaard gebleven, dat te zien is in het Mimara-museum in Zagreb.

## Afbeeldingen

Heiligen en Martelaren (Champmol)
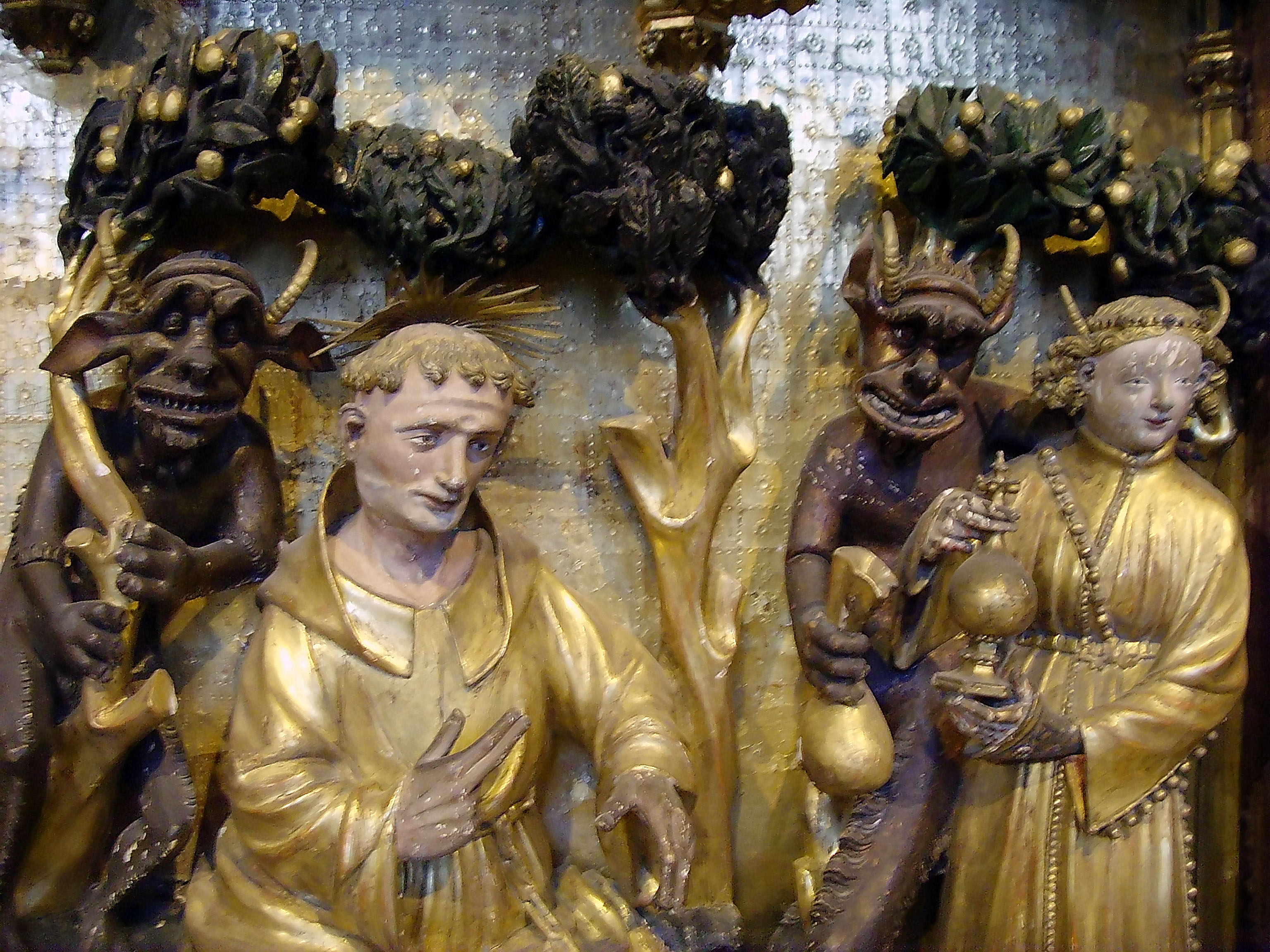
Detail met duivels
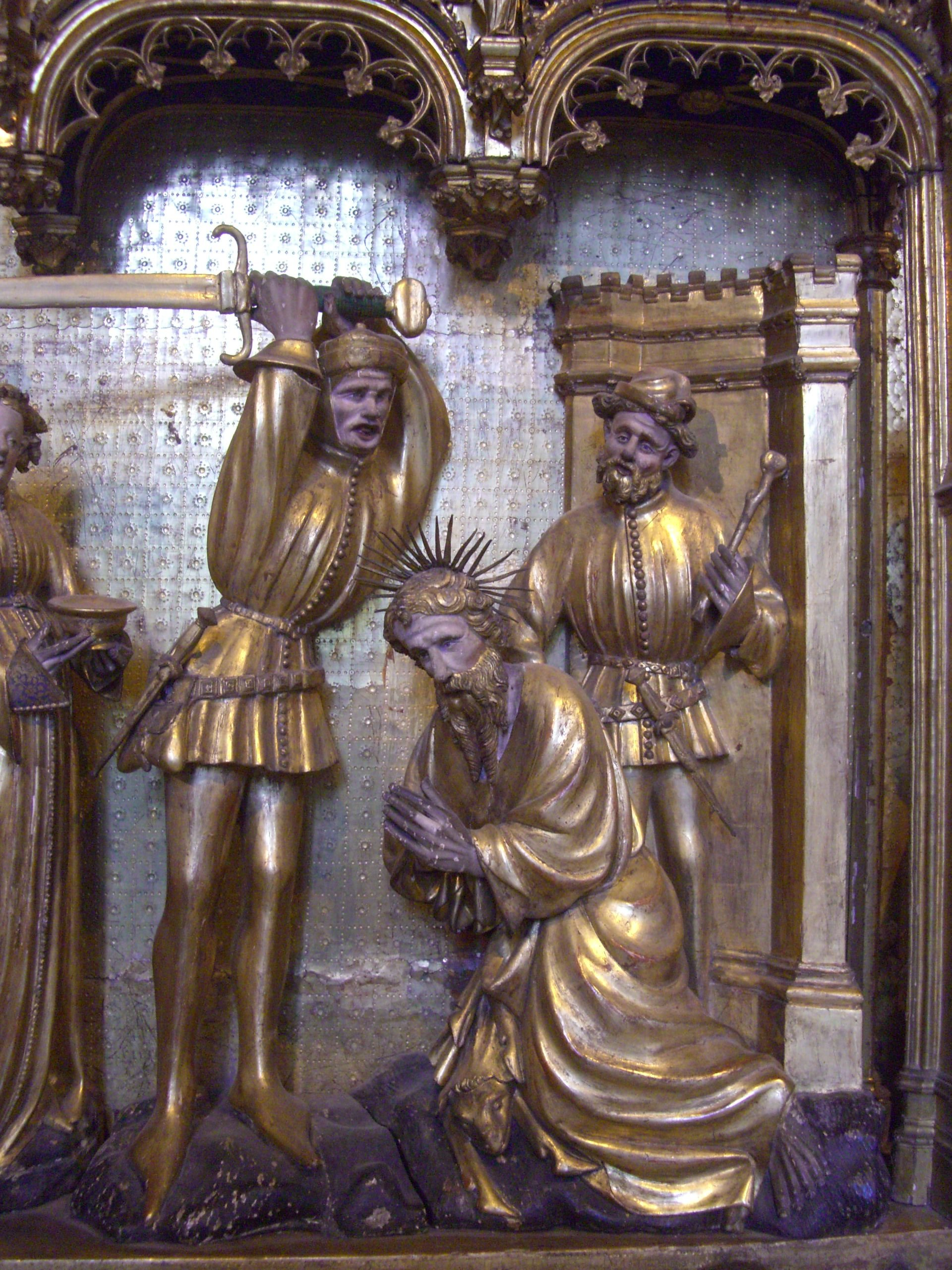
Onthoofding van Johannes de Doper

Kruisigingsretabel (Champmol)
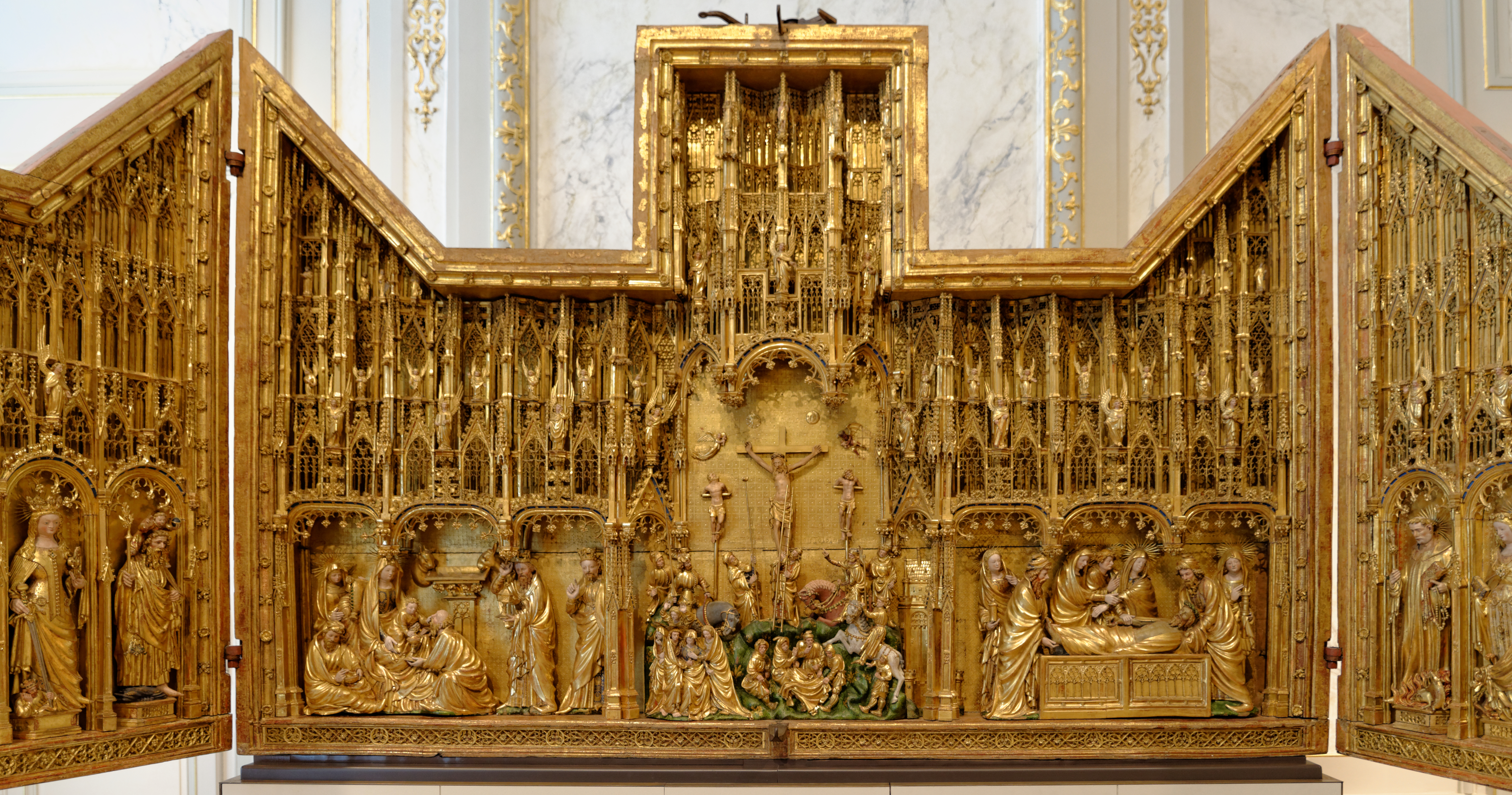
Centraal paneel
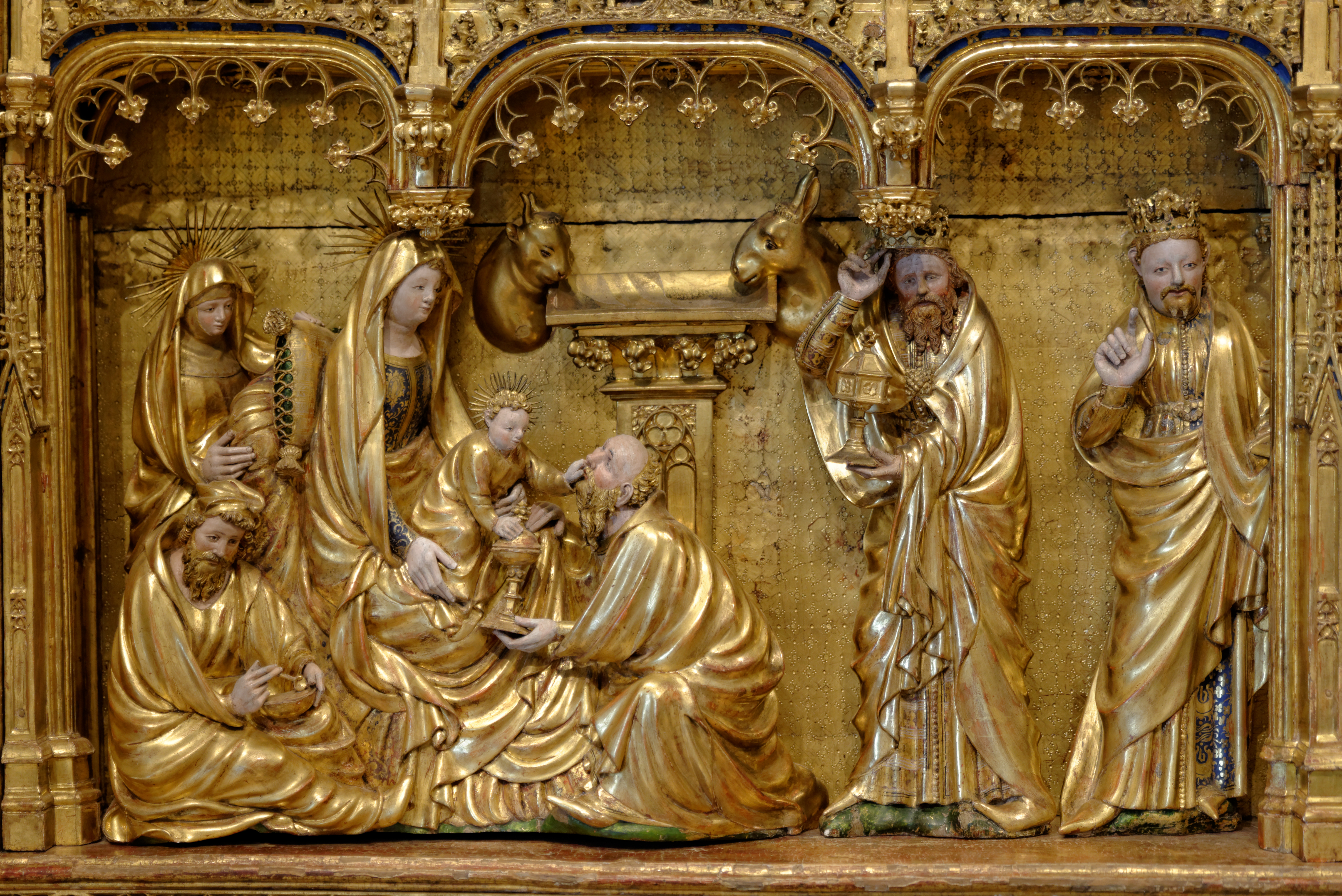
Aanbidding der Wijzen
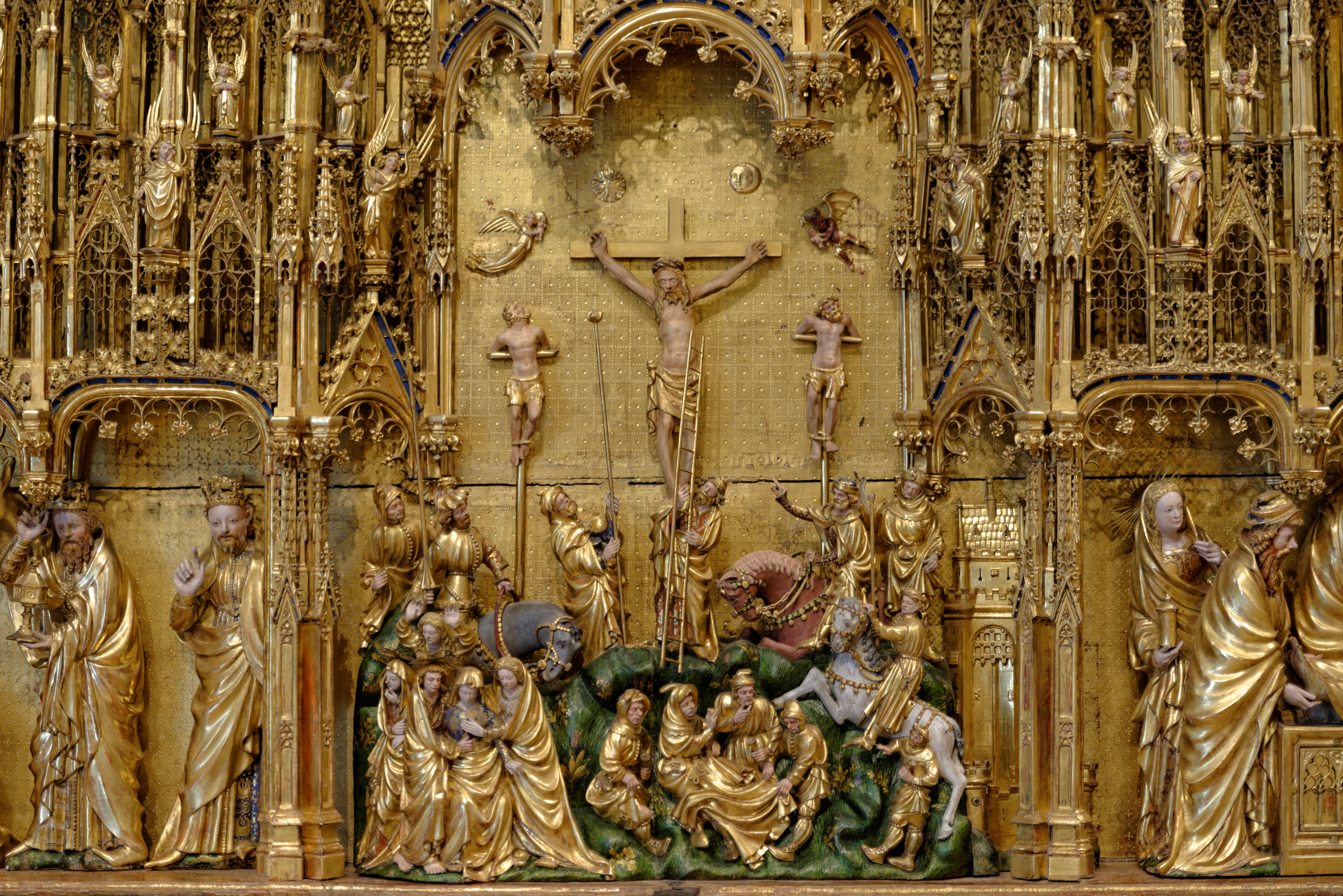
Kruisiging
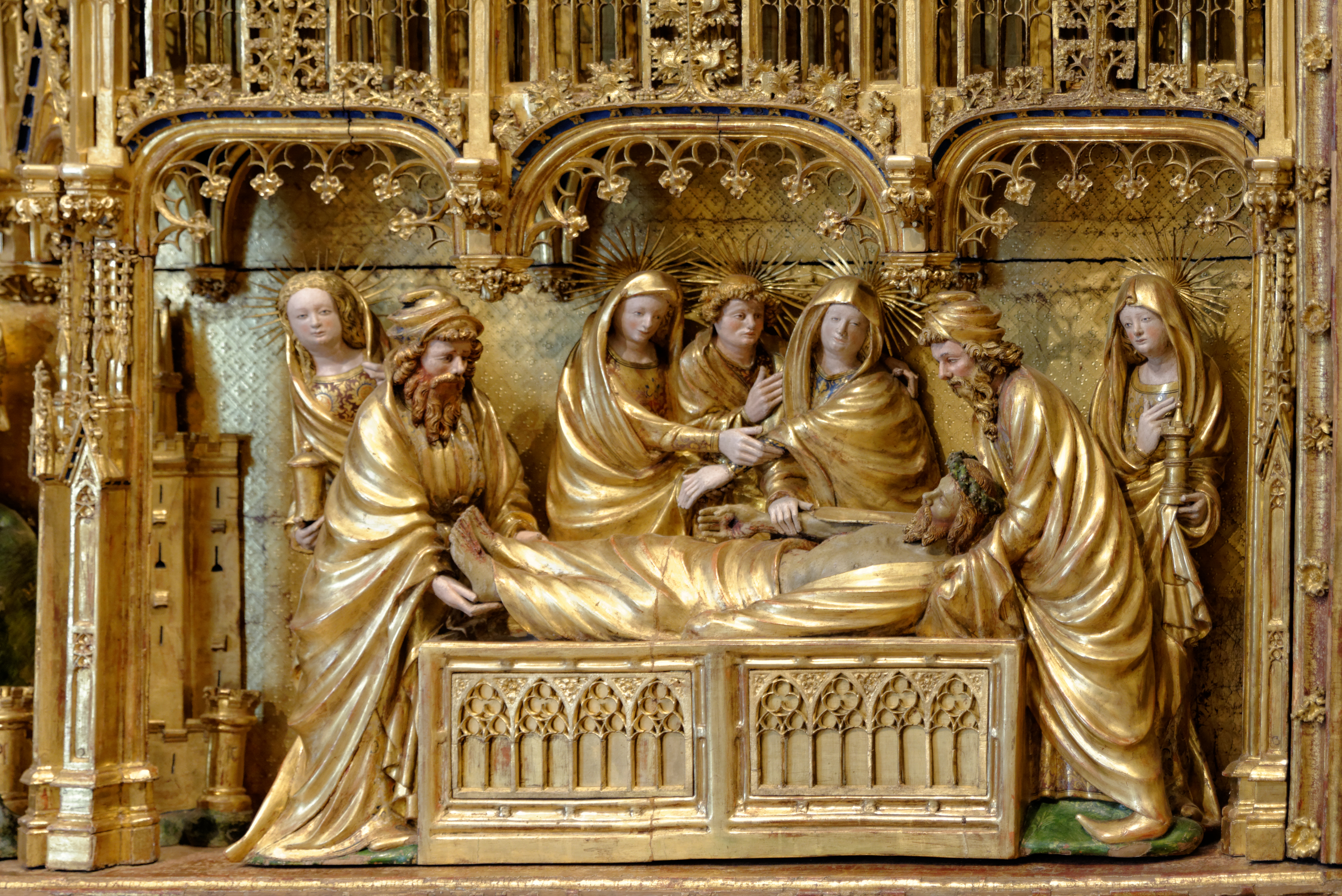
Graflegging